# Проспект Адмирала Лунина
Проспе́кт Адмира́ла Лу́нина (укр. Проспект Адмірала Луніна) — одна из центральных улиц Приморского района Мариуполя, расположенная у морского вокзала. Ранее вместе с Приморским бульваром (продолжение проспекта к востоку) и Большой Морской улицей (продолжение проспекта к западу) образовывал Нижнее Портовское шоссе, а позже — Большую Морскую улицу.
Назван в честь Героя Советского Союза Николая Александровича Лунина.
Начинается от Азовского судоремонтного завода и заканчивается у Азовского Морского Пароходства (АМП), в настоящее время называемого Торговым Флотом Донбасса (ТФД). Отделён от прибрежной полосы площадями морского вокзала и порта и железнодорожной веткой, связывающей станцию «Мариуполь» с портом. Протяжённость — 1,5 км (один из самых коротких проспектов города — уступает лишь проспекту Свободы, длиной около 1 км).
На всём протяжении проспекта проложены троллейбусные маршруты (№ 2, 4, 8, 10), соединяющие порт с центром города, вокзалом и новыми жилыми массивами.

## Исторические события
В 1901 году построено Здание по адресу проспект Адмирала Лунина 1.
В 1952 году построено Приметное Здание по адресу проспект Адмирала Лунина,77.
5 ноября 1965 года — торжественное открытие памятника Толе Балабухе.
21.04.2011 в Мариуполе Открылась «площадь Адмирала Лунина».
11.05.2011 открыт памятник мариупольцу — Герою Советского Союза, адмиралу Николаю Лунину.

## Достопримечательности
- Гостиница «Меридиан» (с 06.2013 Администрация АМПУ — Мариупольский Филиал)
- Музей Мариупольского Торгового Порта
- Азовский судоремонтный завод
- Памятник пионеру-герою Толе Балабухе
- Морской вокзал
- Универмаг «Октябрь»
- Кинотеатр «Буревестник»
- Гостиница «Моряк»
- Ресторан «Волна»
- Спортивный комплекс «Моряк» (бывший «Водник»)
- Дворец культуры «Чайка» (бывший «Моряков»)
- Памятник Адмиралу Лунину
- Управление гп. «ММТП» по адресу Проспект Адмирала Лунина 99)
- Здание ООО Торгмортранс по адресу Проспект Адмирала Лунина 173
- Здание Отдела кадров гп. «ММТП» (ранее - Контора «InFlot», еще раньше - Детская поликлиника Водников Проспект Лунина 77)
- ООО Мариупольский Мелькомбинат

## Пересечения с улицами
- Приморский бульв.
- ул. Морских Десантников
- ул. Санаторная
- пер. Гористый
- просп. Нахимова
- ул. Гагарина
- ул. Большая Морская
- ул. Ватутина
- ул. Большая Азовская
- ул. Крановая
- ул. Керченская
- ул. Санаторная
- пер. КрасноМаякский